# Prințesa Sofia a Greciei și Danemarcei
Prințesa Sofia a Greciei și Danemarcei (greacă Πριγκίπισσα Σοφία της Ελλάδας και Δανίας; n. 26 iunie 1914, Municipality of Central Corfu and Diapontia Islands⁠(d), Peloponez, Grecia de Vest și Insulele Ionice⁠(d), Grecia – d. 24 noiembrie 2001, München, Germania) a fost al patrulea copil și cea mai mică fiică a Prințului Andrei al Greciei și Danemarcei și a Prințesei Alice de Battenberg. A fost sora mai mare a Prințului Filip, Duce de Edinburgh, soțul reginei Elisabeta a II-a a Regatului Unit.

## Familie
Prin tatăl ei a fost nepoata regelui George I al Greciei și a reginei Olga Constantinova a Rusiei. Prin regina Olga, Sofia a fost stră-strănepoata împăratului Nicolae I al Rusiei. Prin mama ei, a fost stră-strănepoata reginei Victoria a Regatului Unit și a Prințului Albert; mama ei a fost strănepoata Prințesei Alice a Regatului Unit, a doua fiică a reginei Victoria.
Sofia a fost sora Prințului Filip, Duce de Edinburgh. Ea a avut trei surori mai mari: Prințesa Margarita, Prințesa Theodora și Prințesa Cecilie.

## Prima căsătorie
Sofia s-a căsătorit cu Prințul Christoph de Hesse (1901–1943) la 15 decembrie 1930 la Kronberg, Berlin, Germania; ea avea 16 ani. Prințul Christoph era al cincilea fiu al Prințului Frederic Karl de Hesse și a Prințesei Margaret a Prusiei și strănepot al reginei Victoria și al Prințului Albert, prin fiica lor cea mare, Victoria, Prințesă Regală, soția lui Frederic al III-lea al Germaniei.
La 7 octombrie 1943 Prințul Christoph a murit într-un accident de avion în Munții Apenini în Italia. Corpul său a fost găsit două zile mai târziu. În Almanahul de la Gotha scrie că a murit ucis în misiune în timpul invaziei germane în Italia.
Ei au avut cinci copii:
- Prințesa Christina Margarethe de Hesse (n. 10 ianuarie 1933) căsătorită prima dată la 2 august 1956 la Kronberg im Taunus cu Prințul Andrei al Iugoslaviei și divorțată la Londra în 1962; au avut copii. Căsătorită a doua oară la Londra la 3 decembrie 1962 cu Robert Floris van Eyck, un poet și artist englez, fratele arhitectului Aldo van Eyck și fiul poetului, criticului, eseistului și filosofului Pieter Nicolaas van Eyck și divorțată în 1986; au avut copii.
- Prințesa Dorothea Charlotte Karin de Hesse (n. 24 iulie 1934), căsătorită civil la Schliersee, Bavaria, la 31 martie 1959 și religios la München la 1 aprilie 1959 cu Friedrich, Prinț zu Windisch-Grätz (1917–2002); au avut copii.
- Prințul Karl Adolf Andreas de Hesse (n. 26 martie 1937), căsătorit civil la Haga la 26 martie 1966 și religios la 18 aprilie 1966 cu Yvonne, Gräfin Szapáry von Muraszombath, Széchysziget und Szapár (n. 1944); au doi copii: Prințul Christoph de Hesse (n. 1969) și Prințesa Irina Verena de Hesse (n. 1971).
- Prințul Rainer Christoph Friedrich de Hesse (n. 18 noiembrie 1939), necăsătorit și fără copii.
- Prințesa Clarissa Alice de Hesse (n. 6 februarie 1944), căsătorită la Paris la 20 iulie 1971 cu Claude Jean Derrien (n. 1948) și divorțată în 1976; nu au avut copii. Ea a avut o fiică, Johanna Sophia von Hessen (n. 1980) cu un tată necunoscut.

## A doua căsătorie
Sofia s-a recăsătorit cu Prințul George William de Hanovra la 23 aprilie 1946 la Salem, Baden-Württemberg, Germania. George era al doilea fiu al lui Ernest Augustus, Duce de Brunswick și a soției sale, Prințesa Victoria Luise a Prusiei, singura fiică a împăratului Wilhelm al II-lea al Germaniei și a împărătesei Augusta Viktoria de Schleswig-Holstein.
Împreună au avut trei copii:
- Prințul Welf Ernst de Hanovra (5 ianuarie 1947 - 10 ianuary 1981), căsătorit la 23 mai 1969 cu Wibke van Gunsteren. A avut o fiică, Tania Saskia Viktoria-Luise Prinzessin von Hannover (n. 1970).
- Prințul Georg de Hanovra (n. 9 decembrie 1949), căsătorit la 15 septembrie 1973 cu Victoria Anne Bee. Are două fiice:  Vera Alice Prinzessin von Hannover (n. 1976) și Nora Sophie Prinzessin von Hannover (n. 1979)
- Prințesa Friederike de Hanovra (n. 15 octombrie 1954), căsătorită la 17 august 1979 cu Jerry William Cyr. Are doi copii:     Julia Emma Cyr (n. 1982) și Jean-Paul Welf Cyr (n. 1985)